# Адамувек (Жирардовський повіт)
Адамувек (пол. Adamówek) — село в Польщі, у гміні Мщонув Жирардовського повіту Мазовецького воєводства.
Населення — 30 осіб (2011).
У 1975-1998 роках село належало до Скерневицького воєводства.

## Демографія
Демографічна структура станом на 31 березня 2011 року:
|          | Загалом | Допрацездатний вік | Працездатний вік | Постпрацездатний вік |
| -------- | ------- | ------------------ | ---------------- | -------------------- |
| Чоловіки | 14      | 2                  | 10               | 2                    |
| Жінки    | 16      | 4                  | 10               | 2                    |
| Разом    | 30      | 6                  | 20               | 4                    |